# Gustavianska tiden
Gustavianska tiden är den gängse benämning på en epok i svensk historia, åren 1772 till 1809. Perioden inleddes med att Gustav III, som bestigit tronen 1771, år 1772 genomförde en oblodig statskupp (Gustav III:s statsvälvning) som gav kungen större makt. Den avslutades med att Sverige 1809 förlorade finska kriget och tvingades avträda Finland till Ryssland, samt att Gustav IV Adolf avsattes och att 1772 års regeringsform samt Förenings- och säkerhetsakten från 1789 ersattes med 1809 års regeringsform.

## En ny grundlag med maktfördelning
Mot slutet av frihetstiden hade det under inverkan av Montesquieus idéer framställts yrkanden om en på maktfördelning grundad författningsrevision. En sådan sökte Gustav III nu få till stånd genom den nya grundlag, 1772 års regeringsform, som han efter statskuppen samma år tvingade riksdagen att godkänna. Men han gav den en nationell-historisk orientering genom att förklara att den åsyftade en återgång till förhållandena före 1680, det vill säga till den maktfördelning vars rubbande genom det karolinska enväldet och sedan genom frihetstidens författning visat sig så ödesdigert. I enlighet med detta delades nu lagstiftningsrätten mellan kungen och riksdagen. Den senares beskattningsrätt erkändes, men den frånkändes rätt att blanda sig i rättskipningen och förvaltningen, som helt underordnades regeringen. Denna bestod fortfarande av kungen och rådet, men den förre tillsatte nu det senare och hade i regel beslutanderätten.
Med dessa reformer möjliggjordes en från ämbetsmannaintresset frigjord kontroll över förvaltningen, och en sträng räfst med de byråkratiska missbruken från frihetstiden blev också en av det nya statsskickets bästa frukter. Även inom andra områden visade sig denna uppryckning. Genom en myntrealisation 1777, med Johan Liljencrants som upphovsman, botades omsider förvirringen i penningväsendet, och reformer i fysiokratisk anda lättade på det merkantilistiska näringstvånget. Upplysningstidens idéer fick sätta prägel på lagstiftningen, och i enlighet med dem återupplivades 1774 tryckfriheten, som dragits med i det förra statsskickets fall. Det skedde dock inte genom en grundlag utan genom en kunglig förordning, vilket längre fram möjliggjorde godtyckliga inskränkningar i denna.
Genom en på samma gång fast och hovsam politik och med stöd av Frankrike avvärjdes den krigsfara som blev en följd av den ryska kejsarinnan Katarina II:s harm över förändringen i det svenska statsskicket. Till tryggande av rikets framtida säkerhet förbättrades krigsväsendet till lands och till sjöss. 
Gustav III:s regering lät även främja vetenskap, konst och litteratur, bland annat genom att instifta Svenska Akademien.

## Författningskris

Gustav III (1746–1792), kung av Sverige från 1771.

Det nya statsskicket väckte till en början allmän belåtenhet, men det innehöll dock frön till slitningar, och personliga förhållanden vållade att dessa fick tillfälle att utveckla sig. Sveriges författning på Gustav II Adolfs tid, som Gustav III ville återställa, innebar visserligen en maktfördelning, men den hade inte tillräckligt bestämt gränserna för denna, och denna oklarhet fann Gustav III, anhängare som han innerst var av den upplysta despotismen, lämpligt att låta fortbestå i den nya författningen. Därmed kastade han överbord den konstitutionella erfarenhet som kunnat hämtas från frihetstiden. 
Rådet skulle visserligen enligt 1772 års regeringsform vara regeringskonseljen, men möjligheten att låta det bli en verkligt konstitutionell sådan omintetgjordes, då dess under frihetstiden införda ansvarighet inför riksdagen togs bort. Genom oklara författningsbestämmelser sattes kungen i tillfälle att vid regeringens förande använda icke officiella rådgivare i stället för riksråden. Riksdagens rätt att sammanträda på bestämda tider föll bort, och återställandet av 1617 års riksdagsordning medförde en osäkerhet om formerna för dess verksamhet, som försvagade dess maktställning.
Det missnöje som framkallades av allt detta fick ytterligare näring genom missgrepp av kungen, till exempel brännvinstillverkningens monopolisering i form av kronobrännerier och pastoratshandeln, genom hans slöseri och genom hans senare äventyrliga utrikespolitik i hattarnas anda.
Skulden till att det goda förhållandet mellan kung och folk stördes var dock inte uteslutande Gustav III:s. Fastän revolutionen gjort slut på partimotsatsen "hattar" och "mössor", fortlevde partiförbistringen som ett arv från frihetstiden. På åtskilliga håll, särskilt inom adeln, hade man inte försonat sig med ständerregementets undergång. Missnöjet inom landet möjliggjorde uppkomsten av ett mäktigt adligt oppositionsparti, vilket sökte stöd hos den ryska kejsarinnan Katarina II, som inte förlåtit den av henne omhuldade frihetstidsförfattningens omstörtande.
Övertygelsen om att rikets yttre säkerhet därmed var hotad förmådde Gustav III att kasta sig i krig med Ryssland (1788–90). Därigenom fördes författningskrisen till ett utbrott. Förbittrade över de adliga officerarnas förräderi i Anjalaförbundet, hänförda över kungens agerande och en önskan att bryta adelns sociala övermakt, som Gustav III själv främjat, gav de ofrälse stånden på 1789 års riksdag sin medverkan till genomförandet av förenings- och säkerhetsakten. Därigenom blev Gustav III enväldig, visserligen inte med avseende på lagstiftning, beskattning och rättskipning, men med avseende på regering, och därigenom bröt han sålunda själv delvis ner 1772 års maktfördelning.
Den adliga oppositionens förbittring tog sig uttryck i mordet på Gustav III. Epoken misslyckades i försöket att få till stånd en tillfredsställande lösning på författningsproblemet som alltsedan 1680-talet orsakat oro i landet. I stället ökades denna oro ytterligare genom en ny maktförskjutning, som inom inflytelserika kretsar framkallade osämja.

## Finland förloras
Under Gustav IV Adolfs regeringstid 1792–1809 kom det politiska system som fadern Gustav III skapat att orsaka problem.  Den unge kungen saknade den politiska förmågan att ensam lotsa landet genom Napoleonkrigen och enväldet lade hinder i vägen för en nationell samling.  Förbittringen över detta framkallade inom de högre ämbetsmannakretsarna ett så stort missnöje att kungen inte bara lämnades utan stöd utan rent av motarbetades.
Genom statskuppen 1809, genomförd av en sammansvärjning ledd av Georg Adlersparre, avsattes kungen. Kronans överflyttning till hans farbror Karl XIII (1809–1818) rådde emellertid inte genast bot på landets problem. I freden i Fredrikshamn 1809 gick hela Finland jämte Åland och en del av Västerbotten förlorat.

## Eftermäle
Efter att Gustav IV Adolf avsattes och den franske marskalken Jean Baptiste Bernadotte blev kronprins som Karl Johan under Karl XIII, beordrade den sistnämnda år 1811 att ta bort alla avbildningar, monogram och övriga hänvisningar till den Gustavianska familjen. Gustav III, Sofia Magdalena, deras son Gustav IV Adolf och gemål Fredrika berördes av beslutet. Detta inkluderade statyer, porträtt och minnesstenar.